# Friedrich Kerr
Friedrich Kerr, Fritz Kerr (Bécs, 1892. április 2. – Bécs, 1974) osztrák labdarúgócsatár.